# موتور ملکشاه قنبرزهی
موتور ملکشاه قنبرزهی یا حاجی رحمت روستایی در دهستان دومک بخش نصرت‌آباد شهرستان زاهدان استان سیستان و بلوچستان ایران است.

## جمعیت
بر پایه سرشماری عمومی نفوس و مسکن در سال ۱۳۹۵ جمعیت این روستا ۴۵ نفر (۹خانوار) بوده‌است.